# Juan Curuchet
Juan Esteban Curuchet  (Mar del Plata, 4 februari 1965) is een voormalig Argentijns wielrenner. Juan Esteban vormde jarenlang een koppel met zijn oudere broer Gabriel Curuchet. Samen wonnen ze wereldbekerwedstrijden, zesdaagses en verschillende medailles op de wereldkampioenschappen baanwielrennen op de ploegkoers. Later ging hij een koppel vormen met Walter Pérez. Zij wonnen samen het wereldkampioenschap ploegkoers in 2004 en de olympische titel in 2008.
Curuchet was ook actief als wegwielrenner. Hij werd tweemaal Argentijns kampioen tijdrijden.
Curuchets zoon Juan Ignacio Curuchet won in 2011 het Pan-Amerikaans kampioenschap ploegkoers voor junioren.

## Palmares

### Baanwielrennen
1992
- Wereldkampioenschap puntenkoers

1993
- 2e Zesdaagse van Buenos-Aires (met Gabriel Curuchet)

1995
- Wereldkampioenschap Ploegkoers (met Gabriel Curuchet)
- 1e Zesdaagse van Mar del Plata

1997
- Wereldkampioenschap Ploegkoers (met Gabriel Curuchet)

1998
- 1e Wereldbeker Cali Ploegkoers (met Gabriel Curuchet)

1999
- 1e Zesdaagse van Buenos-Aires (met Gabriel Curuchet)
- 1e Wereldbeker Frisco Ploegkoers (met Gabriel Curuchet)
- 1e Wereldbeker Cali Puntenkoers

2000
- Wereldkampioenschap ploegkoers (met Edgardo Simón)
- 1e Zesdaagse van Buenos-Aires (met Gabriel Curuchet)
- 7e Olympische Spelen Ploegkoers (met Gabriel Curuchet)

2001
- Wereldkampioenschap Ploegkoers (met Gabriel Curuchet)
- Wereldkampioenschap Puntenkoers

2002
- 2e Zesdaagse van Aguascalientes (met Edgardo Simón)
- Wereldkampioenschap Ploegkoers (met Edgardo Simón)
- Wereldkampioenschap Puntenkoers

2003
- Wereldkampioenschap Ploegkoers (met Walter Pérez)
- 1e Wereldbeker Aguascalientes Ploegkoers (met Walter Pérez)
- 1e Wereldbeker Kaapstad Ploegkoers (met Walter Pérez)
- 1e Zesdaagse van Fiorenzuola d' Arda (met Giovanni Lombardi)
- 1e driedaagse van Pordenone (met Walter Pérez)

2004
- Wereldkampioenschap Ploegkoers (met Walter Pérez)
- Wereldkampioenschap Puntenkoers
- 1e Wereldbeker Moskou Ploegkoers (met Walter Pérez)
- 1e Wereldbeker Aguascalientes Puntenkoers
- 1e Wereldbeker Sydney Ploegkoers (met Walter Pérez)
- 8e Olympische Spelen Ploegkoers (met Walter Pérez)

2005
- Pan-Amerikaans kampioenschap Puntenkoers
- Pan-Amerikaans kampioenschap Ploegkoers (met Walter Pérez)
- 3e Zesdaagse van Fiorenzuola d' Arda (met Walter Pérez)
- 1e driedaagse van Pordenone (met Walter Pérez)
- 2e Zesdaagse van Turijn (met Walter Pérez)

2006
- Wereldkampioenschap Ploegkoers (met Walter Pérez)

2007
- 2e Zesdaagse van Fiorenzuola d'Arda (met Walter Pérez)
- 1e Zesdaagse van Turijn (met Walter Pérez)

2008
- Olympische Spelen Ploegkoers (met Walter Pérez)

### Wegwielrennen
1991
- 1e in 7e etappe Ronde van Argentinië

1994
- 1e in Eindklassement Vuelta al Valle

1997
- 1e in Eindklassement Clásica del Oeste-Doble Bragado

1998
- 1e in Eindklassement Clásica del Oeste-Doble Bragado
- Argentijns Kampioenschap tijdrijden

2000
- 1e in Eindklassement Clásica del Oeste-Doble Bragado

2003
- 3e in Eindklassement Vuelta de San Juan
- 1e in 5e etappe deel A Clásica del Oeste-Doble Bragado
- 1e in Eindklassement Clásica del Oeste-Doble Bragado

2006
- 2e in Eindklassement Clásica del Oeste-Doble Bragado

2007
- 2e in Eindklassement Clásica del Oeste-Doble Bragado

2008
- 1e in 1e etappe Criterium Internacional (Argentinië)

2009
- 1e in 7e etappe Clásica del Oeste-Doble Bragado
- 3e in Eindklassement Clásica del Oeste-Doble Bragado
- 1e in 10e etappe Vuelta a Mendoza
- Argentijns Kampioenschap tijdrijden

## Ploegen
- 1989-Giessegi
- 1990-Giessegi
- 1991-Giessegi
- 1992-Supermercados Toledo
- 1992-Rudy Project
- 1993-Supermercados Toledo
- 1994-Supermercados Toledo
- 1995-Supermercados Toledo

2000: Brett Aitken & Scott McGrory ·
2004: Stuart O'Grady & Graeme Brown ·
2008: Juan Curuchet & Walter Pérez ·
2020: Lasse Norman Hansen & Michael Mørkøv ·
2024: Iúri Leitão & Rui Oliveira